# Sons of Kyuss
Sons of Kyuss, amerikanska hårdrocksgruppen Kyuss första album, utgivet 1990.

## Låtlista
1. Deadly Kiss
2. Window of Souls
3. King
4. Isolation Desolation
5. Love Has Passed Me By
6. Black Widow
7. Happy Birthday
8. Katzenjammer